# Карвальєйра
Карвальєйра (порт. Carvalheira; МФА: [kaɾ.vɐ.ˈʎɐj.ɾɐ]) — парафія в Португалії, у муніципалітеті Терраш-де-Бору. Розташована в північно-західній частині країни, на теренах історичної португальської провінції Дору-Міню. Входить до складу округу Брага. За адміністративним поділом, чинним до 1976 року, терени парафії були складовою провінції Міню. Належить до Бразької архідіоцезії Католицької церкви. Патрон — святий Пелагій. Площа — 9,0534 км². Населення — 386 ос. (2011). Слабо урбанізований регіон. Густота населення — 42,64 осіб/км²
. Код — 031004.

## Населення
| Кількість мешканців | Кількість мешканців | Кількість мешканців | Кількість мешканців | Кількість мешканців | Кількість мешканців | Кількість мешканців | Кількість мешканців | Кількість мешканців | Кількість мешканців | Кількість мешканців | Кількість мешканців | Кількість мешканців | Кількість мешканців | Кількість мешканців |
| ------------------- | ------------------- | ------------------- | ------------------- | ------------------- | ------------------- | ------------------- | ------------------- | ------------------- | ------------------- | ------------------- | ------------------- | ------------------- | ------------------- | ------------------- |
| 1864                | 1878                | 1890                | 1900                | 1911                | 1920                | 1930                | 1940                | 1950                | 1960                | 1970                | 1981                | 1991                | 2001                | 2011                |
| 616                 | 661                 | 577                 | 568                 | 672                 | 670                 | 676                 | 722                 | 852                 | 734                 | 606                 | 553                 | 481                 | 448                 | 386                 |